# Dendrobium lamprocaulon
Dendrobium lamprocaulon är en orkidéart som beskrevs av Rudolf Schlechter. Dendrobium lamprocaulon ingår i släktet Dendrobium, och familjen orkidéer. Inga underarter finns listade i Catalogue of Life.